# BBC 라디오 1

BBC 라디오 1 로고

BBC 라디오 1(영어: BBC Radio 1)은 BBC의 라디오 방송 중 하나로, 청년층 대중 가요 및 토크 프로그램을 주로 방송한다. 대부분의 프로그램이 연속적으로 디제잉하듯 음악과 멘트를 보내는 것이 특징이다.

## 역사
BBC 라디오 1의 첫 방송은 당시 BBC 라디오 채널의 전면 개편이 있었던 1967년 9월 30일 영국 시각 아침 7시에 시작하였다. 개국 초기에는 중파 방송만을 하였으나, 1988년에 FM 라디오 방송을 시작하였고, 1994년에는 중파 방송을 중단하고 FM 전용 방송이 되었다.

## 방송 프로그램
- 톱 오브 더 팝스(Top Of The Pops) : 1967년부터 현재까지 방송하는 음악 전문 프로그램이다. BBC1 텔레비전과 동시에 방송한다.
- 스콧 밀스(Scott Mills) : 스콧 밀스가 진행하는 음악 프로그램이다. 2012년 9월 20일과 2013년 5월 1일에 싸이와의 인터뷰를 한 적이 있다.
- 뉴스비트(Newsbeat) : 일렉트로니카 비트와 조합한 뉴스 프로그램이다.
- 디 오피셜 차트(The Official Chart)
- 라디오 1 브렉퍼스트 쇼(The Radio 1 Breakfast Show)
- 에센셜 믹스(Essential Mix)

## 방송 송출
- FM 라디오 : 97MHz ~ 99MHz (영국), 97.1MHz (저지섬)
- 디지털 오디오 방송 : 12B - BBC National DAB
- 프리뷰 : 700
- 프리샛 : 700
- 스카이 UK : 0101
- 버진 미디어 : 901
- 톡톡 TV : 600
- UPC 아일랜드 : 907

## BBC 라디오 1xtra

BBC 라디오 1xtra 로고

BBC 라디오 1xtra는 BBC의 라디오 방송 중 하나이며, BBC 라디오 1의 자매 채널이다. 2002년 8월 16일 영국 시각 저녁 6시에 개국하였다. BBC 라디오 1과 마찬가지로 청년층 대중 가요가 위주이며 주요 장르는 힙합 음악, 그라임, UK 개러지, 덥스텝, 드럼 앤 베이스, 하우스 음악, 댄스홀, 레게, 복음성가, 리듬 앤 블루스 등이다.
디지털 전용 방송으로 디지털 오디오 방송 및 프리뷰 등의 디지털 방송 플랫폼으로 청취할 수 있다. 송출 현황은 아래와 같다.
- 디지털 오디오 방송 : 12B
- 프리뷰 : 701
- 프리샛 : 701
- 스카이 UK : 0137
- 버진 미디어 : 907

## 라이브 라운지
BBC 라디오 1과 BBC 라디오 1xtra에서 방송되는 하위 프로그램이다. 여러 아티스트들이 나와 사회자와 토크를 하면서 라이브 공연을 선보인다. 공연에서 아티스트들은 다른 가수의 곡을 꼭 커버해서 부르는데, 이는 라이브 라운지 만의 특색이다. 프로그램 자체가 라디오 1 스튜디오실에서 진행되기에 공연은 바로 방송을 타게된다.

## 로고

### BBC 라디오 1

2007년부터 2021년까지 사용한 로고.
2021년부터 현재 사용하고 있는 로고.

### BBC 라디오 1Xtra

2002년부터 2007년까지 사용한 로고.
2007년부터 2021년까지 사용한 로고.
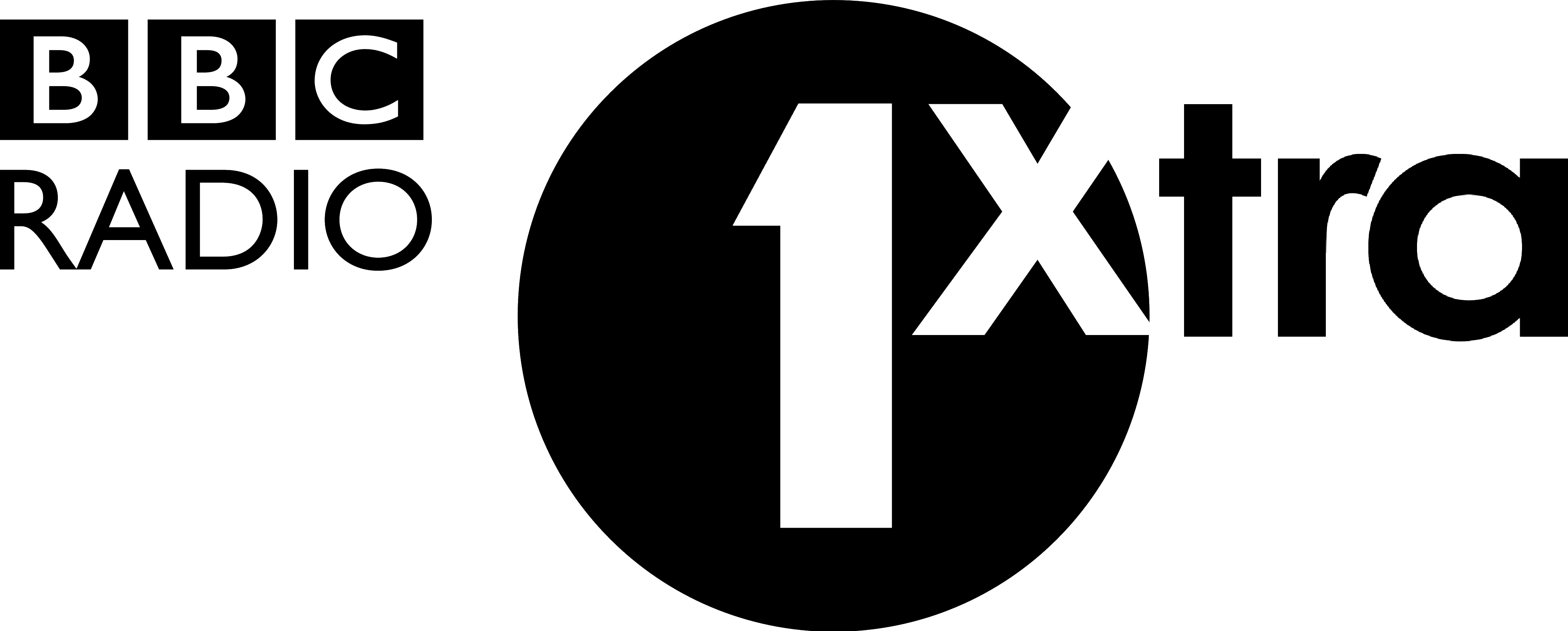
2010년부터 2022년까지 사용한 로고.
2022년부터 현재 사용하고 있는 로고.

## 같이 보기
- KBS 쿨FM